# Veľký les
Veľký les este o arie protejată (arie specială de conservare — SAC, sit de importanță comunitară — SCI) din Slovacia întinsă pe o suprafață de 46,1 ha, integral pe uscat.

## Localizare
Centrul sitului Veľký les este situat la coordonatele 48°07′10″N 18°12′48″E / 48.119444°N 18.213333°E.

## Înființare
Situl Veľký les a fost declarat sit de importanță comunitară în aprilie 2004 pentru a proteja 3 specii de animale. Situl a fost protejat și ca arie specială de conservare în martie 2004.

## Biodiversitate
Situată în ecoregiunea panonică, aria protejată conține 2 habitate naturale: Păduri panonice cu Quercus petraea și Carpinus betulus, Păduri mixte riverane de Quercus robur, Ulmus laevis și Ulmus minor, Fraxinus excelsior sau Fraxinus angustifolia, de-a lungul marilor râuri (Ulmenion minoris).
La baza desemnării sitului se află mai multe specii protejate:
- amfibieni (1): buhai de baltă cu burta roșie (Bombina bombina)
- mamifere (1): vidră de râu (Lutra lutra)
- nevertebrate (1): rădașcă (Lucanus cervus)

Pe lângă speciile protejate, pe teritoriul sitului au mai fost identificate 7 specii de plante, 3 specii de amfibieni, 6 specii de mamifere, 1 specie de reptile.